# معبد روثكو
معبد روثكو هو مصلى لا ينتمى لديانة محددة في هيوستن ، تكساس، أسسه جون ودومينيك دو مينيل.لا يُستخدم المبنى كمصلى فقط، ولكن أيضا كعمل فنى مهم من الفن الحديث. على الجدران أربع عشرة لوحة سوداء ذات تدرجات لونية مختلفة من أعمال مارك روثكو. تأثرت عمارة المبنى إلى حد كبير بالفنان، حيث صُمم على هيئة مبنى ثمانى الأوجه في شكل صليب يوناني. يقع المعبد في ضاحية على بعد ميلين في الجنوب الغربي من وسط المدينة، وهو يقع بين المبنى الذي يضم مجموعة مينيل وكنيسة القديس باسيليوس في حرم جامعة سانت توماس.
تقول سوزان جي بارنز «أصبح معبد روثكو أول مركز توحيدي على نطاق واسع في العالم، وهو مكان مقدس مفتوح لكافة الأديان ولا ينتمى لأي جهة، وأصبح مركزاً للندوات والعروض والتبادل الثقافي والديني والفلسفي. كما أصبح مكاناً للصلاة الفردية للناس من جميع الديانات.» 
أُضيف معبد روثكو في السجل الوطني للأماكن التاريخية في 16 سبتمبر 2000.

## التاريخ
في عام 1964 كلف جون ودومينيك دو مينيل (مؤسسو مجموعة مينيل القريبة من المتحف أيضاً) روثكو بخلق فضاء تأملي مليء بلوحاته، وكانت من متطلبات البرنامج أن تكون الأعمال خاصة بالموقع. 
تمتع روثكو برخصة إبداعية في تصميم المبنى، مما أدى إلى اشتباكه مع المهندس المعماري الأصلي للمشروع فيليب جونسون على تصميم المعبد. مر التصميم بعدد من التنقيحات بواسطة العديد من المهندسين المعماريين، ففي البداية، واصل روثكو العمل مع هوارد بارنستون ثم مع يوجين أوبري، ولكنه في نهاية المطاف لم يعش ليشهد إنجاز المعبد في عام 197، حيث انتحر روثكو في شقته بنيويورك في 25 فبراير 1970 بعد صراع طويل مع الاكتئاب.
منذ عام 1973 فصاعدًا، عمل معبد روثكو أيضاً كمركز للندوات بهدف تعزيز التفاهم المتبادل بشأن القضايا التي تؤثر على العدالة والحرية في جميع أنحاء العالم. جذبت الندوة الأولى علماءً من لبنان وإيران والهند وباكستان ونيجيريا واليابان وإيطاليا والولايات المتحدة الأمريكية وكندا.
أما في عام 1981، أطلقت جائزة معبد روثكو للالتزام بالحقيقة والحرية، وفي عام 1986 أنشئت جائزة ثانية لتكريم ومحاكاة روح أوسكار روميرو ، رئيس أساقفة سان سلفادور، الذي قتل في 24 آذار / مارس 1980. احتفت هذه الجوائز بالأفراد والمنظمات الذين شجبوا انتهاكات حقوق الإنسان معرضين نفسهم للخطر.
في عام 1991، احتفل معبد روثكو بالذكرى العشرين لتأسيسه بإطلاق جائزة مشتركة مع مؤسسة كارتر- مينيل لحقوق الإنسان، التي تأسست في عام 1986 مع الرئيس السابق جيمي كارتر، وكان نيلسون مانديلا هو المتحدث الرئيسي والفائز بجائزة معبد روثكو الخاصة.
وفى أوائل عام 1999 اغلق معبد روثكو من أجل تجديدات ضخمة، بعد تعرض اللوحات لآثار زمن سابقة لأوانها، ولم يتمكنوا من إزالة كبرى اللوحات من الموقع لترميمها.وفي عام 2000 افتتح المعبد بعد 18 شهرا من التجديدات التي بلغت تكلفتها 1.8 مليون دولار، بعد ترميم لوحات الفنان.

## المعمار
المعبد عبارة عن مبنى حجري ثمانى الأضلاع غير منتظم يمتاز بجدران رمادية أو وردية من الجص بالإضافة إلى كوة تحد من دخول أشعة الشمس بشكل مباشر. يعد المعبد بمثابة مكان للتأمل وكذلك قاعة اجتماع مفروشة بثمانية مقاعد بسيطة وسهلة النقل. هناك أيضًا مقاعد إضافية لاستيعاب الجمهور في المناسبات الخاصة، كما ويتوافر بالمعبد كتب مقدسة من أديان مختلفة. يزور المعبد حوالي 55.000 شخص كل عام.

## الأعمال الفنية

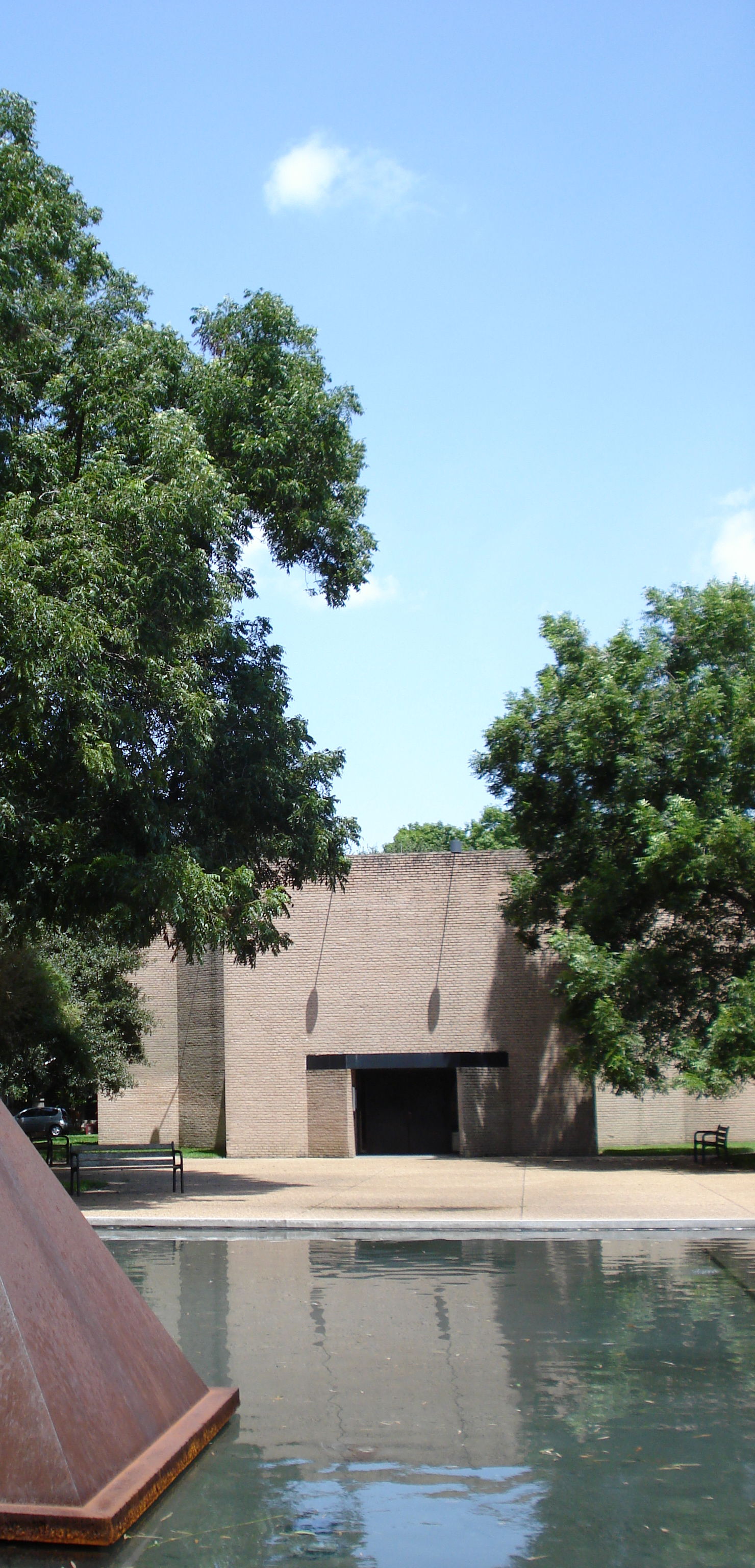
منحوتة المسلة المكسورة أمام معبد روثكو.

يرتبط المعبد بالعديد من الأعمال الفنية بخلاف المبنى نفسه، في مجالات الرسم والنحت والموسيقى.

### اللوحات
تُعرض أربعة عشر لوحة من لوحات روثكو في المعبد حيث يعرض على ثلاثة جدران لوحة ثلاثية ، في حين أن الخمسة جدران الأخرى يعرض على كل منهم لوحة واحدة. منذ عام 1964 بدأ روثكو في رسم سلسلة من اللوحات السوداء بدرجات ألوان داكنة متدرجة ونسيج مختلف، وغالبا ما يكون رد فعل الزوار بعد رؤية اللوحات الزيتية السوداء الضخمة التي تزين جدران المعبد هو طرح السؤال المعتاد: «أين هي اللوحات؟»  
كلف جون دو مينيل ودومنيك دو مينل روثكو بالمعبد في عام 1964. قام روثكو خلال الفترة من خريف 1964 وحتى ربيع 1967 برسم أربع عشرة لوحة وأربع لوحات بديلة اتسمت بالعديد من خصائص اللوحات السوداء المرسومة عام 1964.

### النحت
توجد منحوتة بارنيت نيومان المسلة المكسورة (1963-1967) أمام المعبد. تقع المنحوتة في بركة عاكسة صممها فيليب جونسون وأهداها للراحل مارتن لوثر كينغ الابن. في البداية كانت المنحوتة في واشنطن العاصمة ثم في عام 1969 عرضها جون دو مينيل ودومنيك دو مينيل على مدينة هيوستن لوضعها في مركز المدينة كنصب تذكاري لمارتن لوثر كينغ الابن. رفضت هيوستن الهدية، حينها تبرع جون ودومنيك دو مينيل بالمنحوتة ومعها لوحات روثكو لإنشاء المعبد.

### الموسيقى
واحدة من أكثر معزوفات مورتون فيلدمان  شهرة هي مقطوعة «معبد روثكو» (1971) المستوحاة من المعبد والمكتوبة ليتم عزفها فيه. كما أطلق الموسيقار بيتر غابرييل على واحدة من أغانيه  اسم "أربعة عشر لوحة سوداء" بعد تجربته في المعبد.

## الجوائز
تلقى المعبد العديد من الجوائز، بما في ذلك جائزة السلام من الطائفة البهائية بهيوستن (1998) وجائزة من تحالف الأعمال التجارية بمنطقة المتاحف (2000) وجائزة جيمس أل توكر بين الأديان من وزارات بين الأديان (2004) ، جائزة المناطق الحضارية الخضراء من بارك بيبول (2005) وشهادات التقدير من مركز هيوستن للسلام والعدالة (2008) .

## وصلات خارجية
- الموقع الرسمي لمصلى روثكو
- مجموعة مينيل